# Amando Samo
Amando Samo (* 16. August 1948 auf Moch (More); † 7. August 2021) war ein mikronesischer Geistlicher und römisch-katholischer Bischof der Karolinen in Mikronesien.

## Leben
Der Apostolische Vikar der Karolinen und Marshallinseln, Martin Joseph Neylon SJ, spendete ihm am 10. Dezember 1977 nach seiner theologischen Ausbildung die Priesterweihe.
Papst Johannes Paul II. ernannte ihn am 10. Mai 1987 zum Weihbischof auf den Karolinen-Marshallinseln und Titularbischof von Libertina. Der Bischof der Karolinen-Marshallinseln, Martin Joseph Neylon SJ, spendete ihm am 15. August desselben Jahres die Bischofsweihe; Mitkonsekratoren waren Petero Mataca, Erzbischof von Suva, und Anthony Sablan Apuron OFMCap, Erzbischof von Agaña.
Am 3. Februar 1994 wurde er zum Koadjutorbischof der Karolinen ernannt. Mit der Emeritierung Martin Joseph Neylons SJ folgte er ihm am 25. März 1995 als Bischof der Karolinen nach und er wurde am 6. Juni desselben Jahres in das Amt eingeführt. 1995 wurde er Vorsitzender der Kommission für Gerechtigkeit und Entwicklung der Bischofskonferenz. 
Papst Franziskus nahm am 2. Februar 2020 seinen vorzeitigen Rücktritt an. Samo starb im Juli 2021 im Alter von 72 Jahren.